# آرتور کوپر (بازیکن فوتبال، زاده ۱۹۲۱)
آرتور کوپر (انگلیسی: Arthur Cooper; ۱۶ مارس ۱۹۲۱ – ۲۰۰۸ (۸۶−۸۷ سال)) بازیکن فوتبال اهل بریتانیا بود.
از باشگاه‌هایی که در آن بازی کرده‌است می‌توان به باشگاه فوتبال پورت ویل اشاره کرد.